# غشائية أريزونية
غشائية أريزونية (بالإنجليزية: Hymenobacter arizonensis)‏ هي نوع من البكتيريا، سلبية الغرام، تتبع الغشائية.